# Formello
Formello es una localidad italiana de la provincia de Roma, región de Lacio, con 13249 habitantes.

## Evolución demográfica
| Gráfica de evolución demográfica de Formello entre 1861 y 2001 |
|                                                                |
| Fuente ISTAT - elaboración gráfica de Wikipedia                |